# François Gantheret
François Gantheret (Dijon, 7 de novembro de 1934 - 25 de dezembro de 2018) foi um psicanalista e escritor francês.

## Biografia
Doutor em Letras e professor emérito de psicopatologia na Universidade de Paris VII, membro titular da Association Psychanalytique de France, amigo do psicanalista e escritor  Jean-Bertrand Pontalis, François Gantheret foi um dos redatores da Nouvelle Revue de Psychanalyse, (NRP),  entre 1978 e  1994. O que uniu os dois analistas foi, antes de tudo, o interesse que têm pela psicanálise e pela escritura. Contudo, mesmo se várias vezes ele evoca em  seu ensaio aspectos do pensamento  de Pontalis, a posição que ele adota  não é a de um discípulo com relação ao  mestre . Assim, François Gantheret   escreveu  « Não , J.-B. Pontalis não  construiu  ‘’uma obra’’. Se não construiu uma obra, também não teve ‘’discípulos’’, uma correlação muitas vezes constatada (…)  Nada disso  com Pontalis,  e entretanto uma indiscutivel presença em  tantas pessoas  aqui reunidas. Porém,  não sob a forma de uma figura, de fórmulas ou de dogmas, mar por   uma maneira livre de ser e pensar .
A propósito,  ele escreveu « Naturalmente,  tudo começou com minha análise pessoal, inseparável da minha experiência  na Nouvelle Revue de Psychanalyse(NRP), onde cheguei atendendo a um  convite feito por J.-B. Pontalis, a quem serei eternemante grato . Como comunicar alguma coisa da ‘’experiência analítica’’, de seu  movimento  sem desnaturá-la?  Esta era minha principal  preocupação  » .
Ao se tornar um dos membros da redação da NRP, François Gantheret voltou-se  para uma  forma de escritura literária que lhe pareceu a mais adequada para dar conta da experiência do trabalho do analista. Ele explicou sua decisão e  a surpresa  que a nova revista suscitou  em certos leitores « Isto levou-nos a ser  acusados  por alguns defensores do cientismo em psicanálise como sendo uma revista mais literária do que analítica» .

## Transmitir a experiência pela ficção
Assim, convencido de que a descrição de uma cura psicanalítica, mesmo feita de maneira minuciosa, a narração de caso ou a famosa  ilustração clínica  não podem dizer a verdade sobre este singular encontro entre o analista e o analisando, François Gantheret enveredou por uma forma de escritura psicanalítica  ficcional : « Fui bem mais longe nesta direção, o que foi percebido como uma provocação, o que era realmente. Na presença de numerosos analistas, defendi a ideia de que a ficção era a única maneira  de se transmitir a  experiência psicanalítica » . Ele havia convencido os participantes do colóquio que sua conferência havia sido feita baseando-se num  fragmento de uma verdadeira análise.  E quando “revelou, ao fim de sua conferência, a natureza ficcional de sua narração , foi alvo de críticas de uma parte do público que o escutava. Disseram que eu  os tinha enganado e  a palavra  impostura foi até  pronunciada » . 
Continuando nessa direção, François Gantheret  escreveu  novelas  de  ficção(…) ‘’de divã (…)  guardando ao mesmo tempo o rumo da psicanálise ’’ (Ibid page 22).  Ele pode começar seu trabalho  a partir  do detalhe de um sonho, de uma imagem, de uma palavra  que ouviu durante um sessão de psicanálise, de  um lapso,  de uma associação  de ideia que lhe chega ao espírito na sequência de uma frase, de uma palavra que o afeta … Mas  ele também quer  encontrar o modo de funcionamento, a forma, o estilo mais apropriado  à comunicação : ‘‘Redijo  meu trabalho de manhã bem cedo, e, durante as horas que passo escrevendo,  acho que o meu espírito funciona da mesma maneira  que vai funcionar mais tarde, durante meu trabalho de analista’’ . 

## Escritura automática
Seu trabalho de escritura é próximo do que os surrealistas chamaram a escritura automática : «Passiva, a pessoa que  escreve se limita a registrar: em suma, trata-se  de escrever num estado  segundo(…) o que nos dita o inconsciente (…) sem nenhuma intervenção   do espírito  crítico. Deixamo-nos levar  pela vontade das associações de ideias,  pelo fluxo das imagens, sem nenhuma preocupação  de ordem estética » .
A implantação da psicanálise na  França deve muito a  André Breton  e seus amigos, entre eles os pintores   surrealistas André Masson e Salvador Dali. E, após a guerra,  deve se este  enraizamento  e escritores   como Georges Bataille e Michel Leiris. Neste contexto,   « chegou Jacques Lacan, que, de uma certa maneira, prosseguiu  na mesma direção. Amigo  de Bataille e de Massonele, frequenteu também  os surrealistas, reconhecendo sua dívida para com eles numa passagem dos  Écrits : ‘'A poesia moderna e a escola surrealista nos levaram a dar aqui um grande passo (…)’’ » .

## Obras
- Incertitude d’Eros (Incerteza do Eros), Editor Gallimard, Nov.1984, ISBN 978-2-0707-0263-3
- Moi, monde, mots(Eu, mundo, palavras) Editor Gallimard, 1996 , ISBN 978-2-0707-4706-1
- Libido Omnibus et autres nouvelles du divan( Libido Omnibus e outras novelas do divã) , Gallimard, 2001, ISBN 978-2070420377, 207042037X
- Résistances, avec Catherine Chabert et Michel Gribinski( Resistências, com Catherine Chabert et Michel Gribinski), Editor : Associação  Psicanalítica da França, 2002
- ’’Les corps perdus’’ (Corpos perdidos), Gallimard, 2004 , ISBN 978-2-0707-7071-7
- Petite route du Tholonet (Caminho doTholonet) , Editor Gallimard, 2005, ISBN 2070773450
- Comme le murmure d'un ruisseau Como o murmúrio de um riacho) , Editor Gallimard, 2006, ISBN 2070775070
- Ferme les yeux (Feche os olhos), Editor Gallimard, 2007, ISBN 2070782697
- La nostalgie du présent Psychanalyse et écriture(Nostalgia do presente, psicanálise e escritura), Éditions de l’Olivier, Editor Gallimard, ‘’Collection Blanche’’, 2007, ISBN 978-2-87929-693-7

### Artigos
- « Le pouvoir des racines », in « Pouvoirs », Nouvelle Revue de Psychanalyse n.8, pages 95-113, Gallimard, Paris, 1973.
- « Trois mémoires », in « Mémoires », Nouvelle Revue de Psychanalyse n°15, pages 81-91, Gallimard, Paris, 1977.
- « Une parole qui libère », in  Le Signifiant pour quoi dire ?, ouvrage collectif  auquel ont participé  les psychanalystes  André Beetschen, Catherine Chabert, Dominique Clerc-Maugendre, Michel Gribinski, Jean-Claude Lavie, Danielle Margueritat, J.-B. Pontalis, Jean-Claude Rolland et Guy Rosolato. Ce live a été edité par l’Association Psychanalytique de France, février 1998.
- D’un nécessaire naufrage du moi, Le Monde des livres du 24 mai 2007, à l’occasion des Assises internationales du roman, Lyon, mai-juin 2007.
- Avant-propos de François Gantheret et Jean-Michel Delacomptée  dans  ‘’Le royaume intermédiaire’’, Psychanalyse, littérature, autour de J.-B.Pontalis, Folio, essais, 2007, ISBN 978-2-07-034775-9
- « Quelques éléments de recherche  sur la place du biologique dans la théorie psychanalytique », in Psychanalyse à l’Université (revue fondée par Jean Laplanche), Editions Rèplique, T.1, N°1, Déc.1975, pages 97-104,
- « Etude d’un modèle perspectif en psychanalyse » (suite et fin), in Psychanalyse à l’Université (revue fondée par Jean Laplanche), Editions Rèplique, T.1, N°1, janvier 1986, pages 5-18, ISSN 0238-2397